# Зубарев, Вадим Иванович
Вади́м Ива́нович Зу́барев (6 января 1933, с. Елатьма, Елатомский район, Московская область, РСФСР, СССР — 1996, Ашхабад, Туркменистан) — русский поэт, корреспондент, переводчик и редактор. Член Союза писателей СССР (1955).

## Биография
Родился 6 января 1933 года в селе Елатьме — ныне посёлке городского типа Касимовского района Рязанской области.
Жил в Туркменистане с 1935 года — со времени приглашения обоих родителей, Ивана Агафоновича Зубарева и Галины Александровны Пеликановой, на работу в системе просвещения республики.
Окончил с медалью среднюю школу (1950 год) в посёлке Комсомольск, близ Чарджоу, и с отличием — Литературный институт имени А. М. Горького при Союзе писателей СССР (1955 год).
Член ВЛКСМ с 1946 по 1961 год.
Член Союза писателей СССР с мая 1955 года.
С путёвкой института направлен по вызову в Ашхабад. Работал корреспондентом газеты «Комсомолец Туркменистана» в Чарджоуской области (1955—1956 годы), членом редколлегии — ответственным секретарём редакции альманаха, затем журнала «Ашхабад» (1957—1963 и 1966—1972 годы), исполняющим обязанности главного редактора этого журнала (1972 год), редактором издательства «Туркменистан» (1963—1966 годы).
Продолжительное время (1958—1971 годы) был председателем русской секции Союза писателей Туркменистана.
С октября 1972 года перешёл полностью на творческую работу.
Награждён юбилейной медалью «За доблестный труд. В ознаменование 100-летия со дня рождения В. И. Ленина».
Погиб (сбит машиной при переходе через дорогу ночью) в 1996 году.
В конце 1990-х годов супруга поэта переехала в г. Ковров Владимирской области, в котором проживали сын, внуки и родной брат.

## Семья
- Отец — Зубарев Иван Агафонович, преподаватель русского языка и литературы
- Мать — Зубарева (Пеликанова) Галина Александровна, преподаватель русского языка и литературы
  - Жена — Зубарева (Лизенкова) Любовь Фёдоровна, преподаватель английского языка и завуч школы
    - Сын — Зубарев Александр Вадимович
      - Внук — Зубарев Владимир Александрович
      - Внук — Зубарев Вадим Александрович

## Творчество
У поэта может не быть при себе часов, но он не из тех счастливых, кто часов не наблюдают. Каждый час отдаётся в нём. Поэта без чувства времени быть не может…
— Вадим Зубарев
Первое опубликованное стихотворение — «Холм» — в областной газете «Чарджоуская правда» (август 1946 года). Затем его стихи были опубликованы в республиканских газетах «Туркменская искра», «Комсомолец Туркменистана», «Яш коммунист», в московских альманахах «Молодая гвардия» и «Год 1934-й», в журнале «Совет эдебияты», в коллективных сборниках молодых поэтов Туркменистана «Первый сбор», «Бахар», «Копет-Даг».
Участник Первого республиканского совещания молодых писателей (Ашхабад, август 1947 года).
Стихи студенческой поры составили сборник «Саженцы», изданный в Ашхабаде (1955 год). Помещённые в нём стихи отражали светлый и чистый духовный мир советского человека, героический труд наших современников, воинские подвиги во имя мира, нерушимую братскую дружбу народов нашей страны.
Далее последовали книги стихов: «Барханы» («Советский писатель», Москва, 1959 год), «Караван» (Ашхабад, 1961 год), «Живая связь» (Ашхабад, 1965 год), «Единственная моя» (Ашхабад, 1970 год), «В смене лет» («Советский писатель», Москва, 1975 год), «Берега» (Ашхабад, 1980 год), «Черты в черты» (Ашхабад, 1983 год).
Постоянно сотрудничал в периодике, в коллективных непериодических изданиях. Значительное число стихотворений русского поэта печаталось и в переводе на туркменский язык. В свою очередь выступал как переводчик туркменской поэзии (в антологии «Высокое солнце», «Художественная литература», Москва, 1974 год, и многих других).
Стихотворения сборника «Саженцы» удостоены второй премии (серебряной медали) на Международном литературно-художественном конкурсе V Всемирного фестиваля молодёжи в Варшаве (1955 год). Также лауреат республиканского фестиваля молодёжи (Ашхабад, 1957 год) — третья премия за стихотворение «Азия».

## Книги и некоторые публикации
- Зубарев В. И. Саженцы: Стихи. — Ашхабад: Туркменское государственное издательство, 1955. — 52 с. — 5000 экз.
- Зубарев В. И. Барханы: Стихи. — Москва: «Советский писатель», 1959. — 88 с. — 5000 экз.
- Зубарев В. И. Караван: Стихи. — Ашхабад: Туркменское государственное издательство, 1961. — 104 с. — 2600 экз.
- Зубарев В. И. Живая связь: Стихи. — Ашхабад: Издательство «Туркменистан», 1965. — 136 с. — 3000 экз.
- Зубарев В. И. Азия // Каракумские волны: Стихи туркменских поэтов. — Ашхабад: Издательство «Туркменистан», 1966. — С. 62—63. — 88 с. — 5000 экз.
- Зубарев В. И. Единственная моя: Стихи. — Ашхабад: Издательство «Туркменистан», 1970. — 92 с. — 7000 экз.
- Зубарев В. И. В единстве неразрывном. Стихи // «Ашхабад», № 3 (май-июнь). — Ашхабад, 1971. — С. 70—75.
- Зубарев В. И. В смене лет: Стихи. — Москва: «Советский писатель», 1975. — 136 с. — 10 000 экз.
- Зубарев В. И. Стук сердца явственней… Стихи // «Ашхабад», № 4 (июль-август). — Ашхабад, 1979. — С. 50—52.
- Зубарев В. И. Берега: Стихи. — Ашхабад: Издательство «Туркменистан», 1980. — 176 с. — 14 000 экз.
- Зубарев В. И. Сказать движением живым… Стихи // «Ашхабад», № 6 (ноябрь-декабрь). — Ашхабад, 1980. — С. 70—74.
- Зубарев В. И. Черты в черты: Стихи. — Ашхабад: Издательство «Туркменистан», 1983. — 212 с. — 7000 экз.

- Барханы

## Память
Почётный мемориальный диплом РНИ
Зубарев Вадим Иванович (поэт из Касимовского района). Жил, работал в последние годы и умер в Туркменистане. Написал замечательные стихи о Родине, о содружестве людей, о тоске по рязанским местам. Посмертно — почётный мемориальный диплом за книги стихов о земле, Родине, внёсшие значительный вклад в развитие национальной духовности (Решение Президиума РНИ от 17 января 2002 года).
Видеоролик из регионального проекта «Пять шагов в Каракумы»
В среду, 05.08.2020, в рамках регионального проекта «Пять шагов в Каракумы» Централизованная система детских библиотек выставила на YouTube онлайн-беседу «Вадим Зубарев: берега жизни» о неизвестном рязанском поэте. Автор проекта — сотрудник Центральной детской библиотеки Владимир Багров. Видеорассказ ведущего библиотекаря Екатерины Колчаевой повествует о судьбе Вадима Ивановича Зубарева, который родился в рязанской Елатьме и всю жизнь прожил в Туркменистане.